# Рудава (Малопольское воеводство)

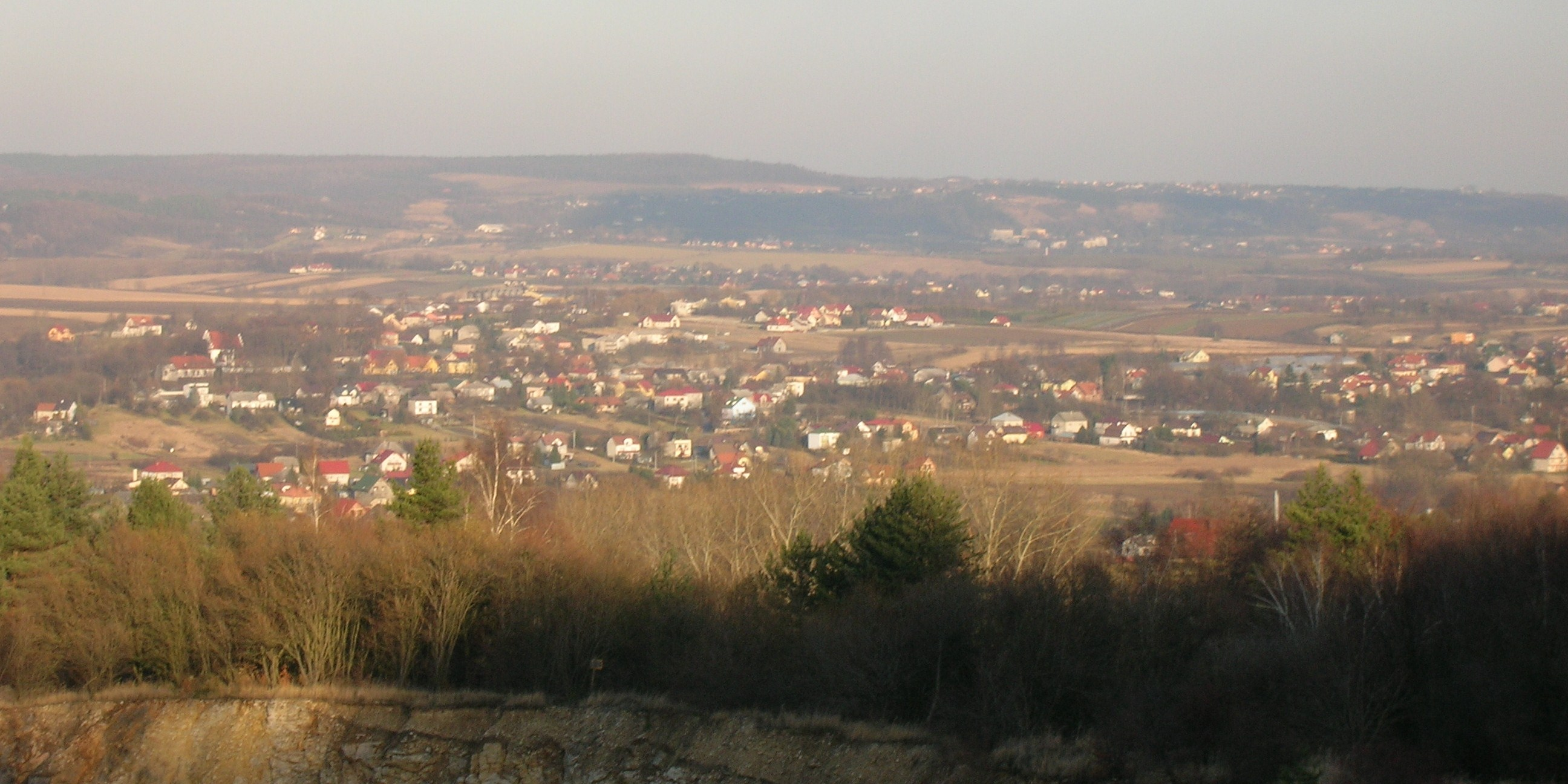
Рудава — пейзаж с юго-запада

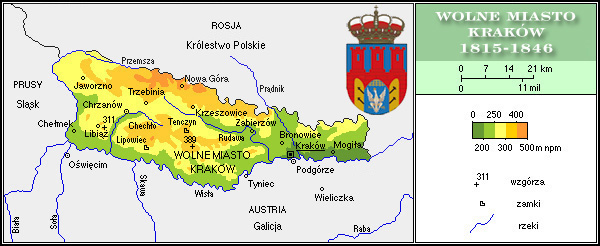
Расположение Рудавы на территории Вольного города Кракова (1815—1846)

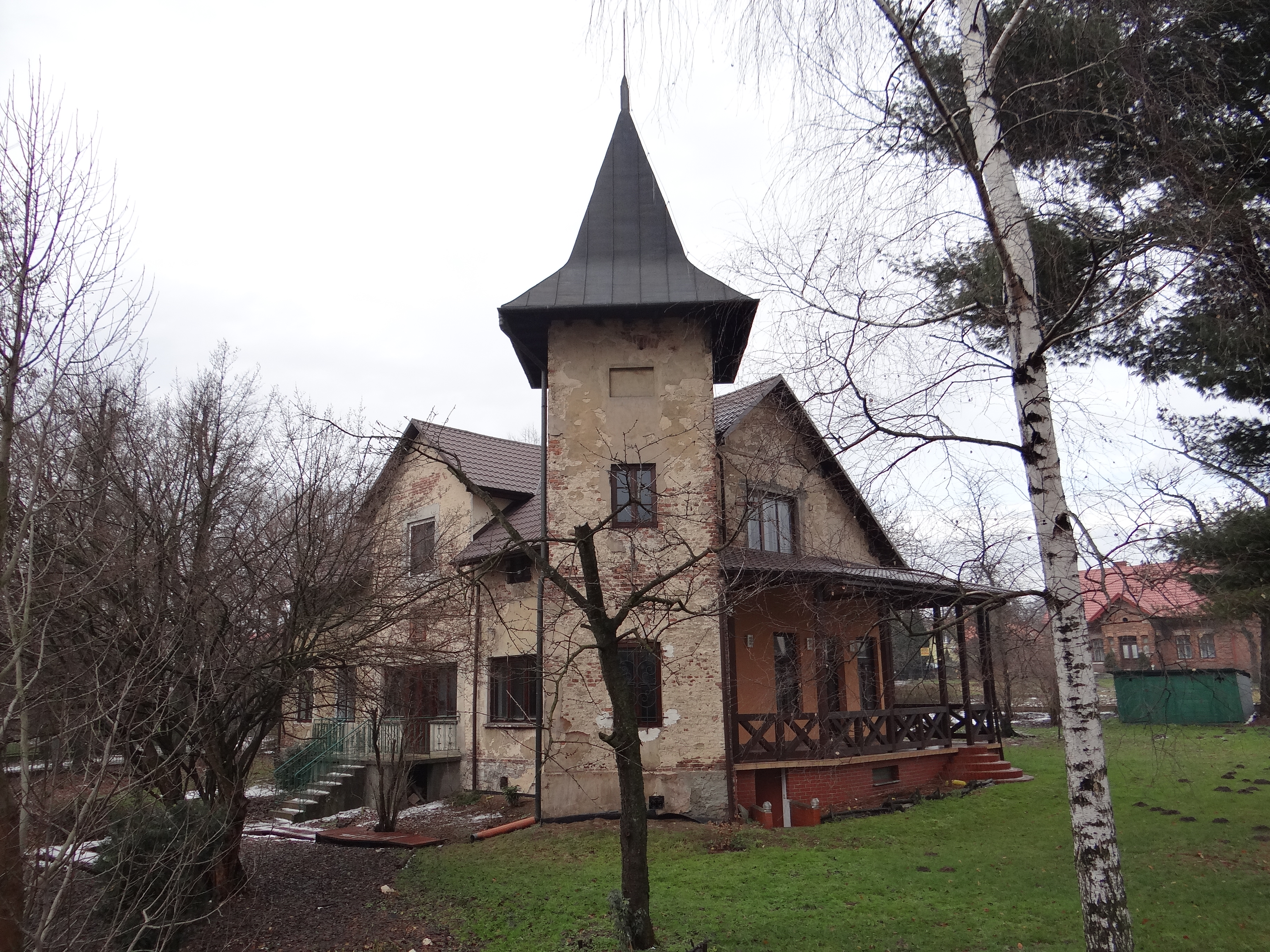
Дом с башенкой

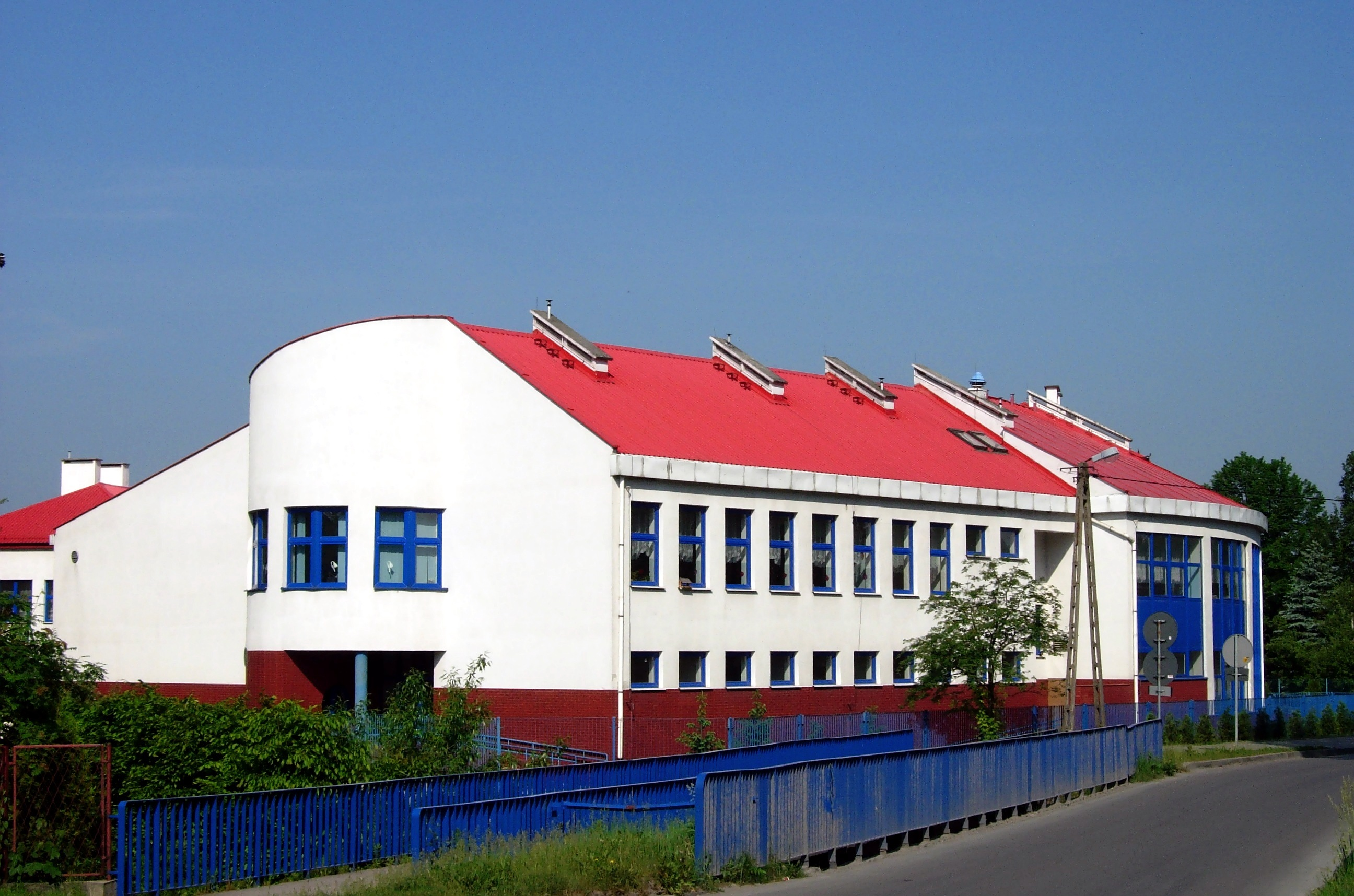
Общеобразовательная школа им. Генрика Сенкевича

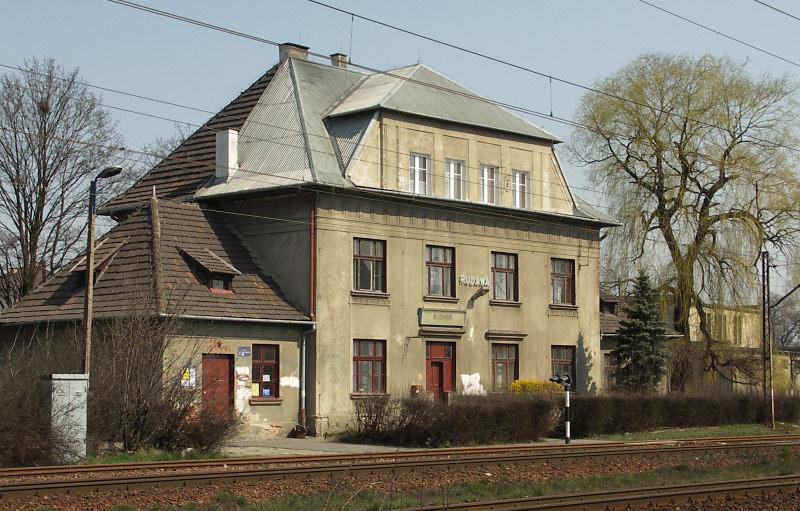
Железнодорожный вокзал

Рудава (пол. Rudawa) — село в Польше, находится в Краковском повяте Малопольского воеводства, относится к гмине Забежув.

## География
Село находится в 6 км от административного центра гмины населённого пункта Забежув и 19 км от центра воеводства города Кракова.
Через село протекает река Рудава и её приток Рудавка. Местность расположена на Краковско-Ченстоховской возвышенности в Кшешовицкой впадине — понижении рельефа между Олькушской возвышенностью и Теньчинским хребтом.
Село граничит на севере с Радвановице, на северо-востоке с Бжезинкой, на востоке с Негошовице и Коханов, на юго-востоке с Клещовом, на юге с Нелепице, на юго-западе с Млынкой и на западе с Писарами.
Через Рудаву проходит железная дорога Краков — Катовице с железнодорожной станцией Рудава, а также Дорога национального значения 79 (на южной окраине села — посёлок Вербовня).

## История
Название села, вероятно, происходит от болот, трясины, топи (так называемые рудавы) или от железной руды, которая, возможно, здесь добывалась в XII веке. Такое название часто использовалось для месторождении железной руды.
До 1186 года поселение было передано рыцарем Яном Гневомировицем в собственность Краковского кафедрального капитула. Село впервые упоминается в 1185 году. Управляющим села был тогда один из краковских каноников, который во время инспекции Рудавы останавливался во дворе в усадьбе рядом с которой стояла и пивоварня. В 1326 году здешний приход состоял из 12 окрестных деревни.
В 1436 году Владислав II Ягелло присвоил деревне статус города и даровал ему Магдебургское право, что и было подтверждено Казимиром Ягеллончиком. Рудава тогда была приходской деревней в деканате Нова Гура с площади 42 км² и населением 750 человек. В 1527 году в Рудаве было 8 овощных огородов, стоял тоже двор со зданием для челяди, хозяйственные здания, корчма и мельница.
Первое упоминание об школе в Рудаве относится к 1587 году, тогда в приходской школе училось 9 детей. В метрических книгах местного прихода упомянут ректор — руководитель школы.
В записях рудавского прихода отмечено имя проститутки Катерины, работавшей у тамошней бани. Монахи из Монастыря в Черна, не мирившиеся с тем, что их подданные, прежде всего богатые каменотёсы из монастырских каменоломен мрамора, общаются с ней, полагали, что вместо грешных визитов у неё они могли посидеть в монастырской корчме при пиве. Монахи жаловались что их подданные «zamiast trunku przystojnego i posiedzenia uczciwego, kartami się o pieniądze bawią».
Спор между приходскими священниками о том, к которому приходу принадлежат данные деревни тянулись годами. Во время инспекции в 1598 году отмечено, что о принадлежности деревни Писары ссорились плебаны из Рудавы и Пачултовице.
В XVII веке поместьем управлял Томаш Оборский, живший в так называемом Белом дворе, которому принадлежали 2 корчмы — напротив костёла и в посёлке Вербовня. В 1777 году в деревне жили 423 человека в 69 домах, а в 1789 году — 428, в том числе 7 евреев. В XVIII веке имелся кирпичный костёл, 2 корчмы, деревянная больница, приют для престарелых, кузница и сапожная мастерская.
С 1815 по 1846 год деревня находилась на территории Вольного города Кракова. Рудава тогда являлась административным центром гмины XXV, здесь постоянно пребывал войт. В годы разделов Польши и австрийского правления в деревне находился пост жандармерии.
В 1818 году была открыта народная школа, которая охватывала 7 приходских деревней. После пожара, в 1857 построена была новая школа.
В 1830-х годах переведены на чиншевое право подданные из церковного землевладения, которые затруднялись найти средства оплачивать оброк, что, как правило, превосходило способности крестьянского хозяйства. Это стало причиной частых споров с католическим духовенством.
В 1852 году численность населения повысилась до 542 человек.
В XIX веке в деревне работали две небольшие лесопилки.
При железнодорожной станции, открытой 13 октября 1847 года, расположен квартал вилл с XIX/XX и старинный дом, называемый тоже Домом с башенкой, построенный по проекту архитектора Томаша Прылинского в 1896 году для Антонины и Станислава Доманских.
В этом доме работал над своими произведениями Генрик Сенкевич, остановившийся в августе 1908 года. Каждое утро писателю приносил свежие молоко мальчик, которого звали Стась Тарковский. Его имя потом получил главный герой романа «В дебрях Африки».
Во время Польского восстания 1863—1864 годов местная корчма «Вербовня» служила точкой переброски оружия и людей из Галиции в Царство Польское.
В 1889 году в Рудаве была создана читальня Общества народного просвещения, а в 1890 — сельскохозяйственный кружок и магазин. В 1904 году в деревне появилось отделение кооперативной сберегательной кассы Стефчика.
В 1906 году корчма поблизости костёла была снесена и на её месте был построен новый двор.
В 1910 году в деревне проживали 714 человек в 114 домах.
В 1911 году в центре деревни построена новая, просторная конюшня.
Во времена II Речи Посполитой деревня относилась к Краковскому воеводству.
В 1937 году возведено новое, кирпичное здание школы.
С 26 октября 1939 до 18 января Рудава относилась к гмине Kressendorf в Landkreis Krakau краковском дистрикте Генерал-губернаторства. Во время Второй мировой войны 1 сентября сгорели 22 дома.
1 августа 1944 году на территории Рудавы и окрестностях был создан один из крупнейших в этом районе гитлеровских очагов сопротивления, так называемый B-1 Stützpunkt Rudawa с 24 сохранившимися по сей день бомбоубежищами (в настоящее время большинство из них расположены на частных земельных участках). Во время оккупации в деревне был пост жандармерии и подразделение охраны железных дорог — Bahnschutz.
Весной 1944 году немцы устроили возле железнодорожной станции полевой аэродром и построили узкоколейную железнодорожную ветку (разобрана после войны) для транспортировки материалов, необходимых для строительства укреплений. 17 января 1945 года авиацией Красной армии был нанесён удар на немецкие позиции.
В 1946 году в деревне проживали 1055 жителей. В 1954 году она относилась к тогдашней гмине Кшешовице. С 1954 до 1972 год являлась центром громады Рудава, к которой относились 7 окрестных деревень.
В периоде от шестидесятых до девяностых годов XX столетия на территории поселения находились места археологических раскопок, где были найдены были многочисленные находки. На пространном мысе между реками Рудава и Рудавка были обнаружены фрагменты сосуда периода культуры линейно-ленточной керамики, а также орудие из эпохи Неолита.
В 1973—1976 годах Рудава являлась центром гмины с тем же названием тогдашнего Хшанувского повята.
В 1975—1998 годах местность относилась к краковскому воеводству, а с 1998 года принадлежит Малопольскому воеводству.

## Достопримечательности

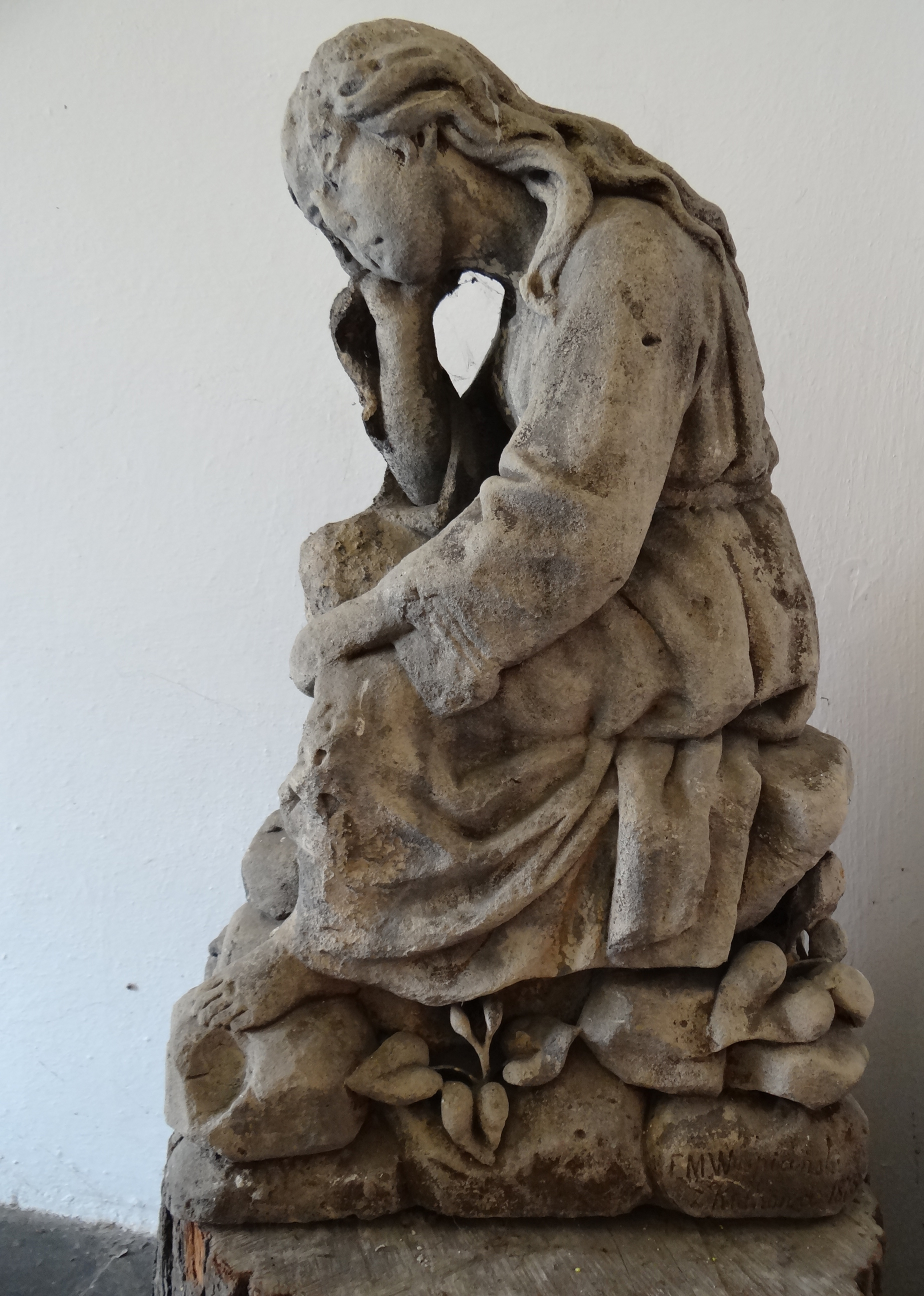
Скульптура ребёнка, авторства Фрнанчишка Выспяньского на кладбище в Рудаве

Среди памятников старины выделяются Приходский костёл Всех Святых, возведённый до 1300 года с покойницкой (1783), Дом с башенкой (1896), Железнодорожный вокзальный комплекс.
К достопримечательным памятникам относятся также ряд кирпичных и деревянных домов с хозяйственными постройками XIX и начала XX века, кирпичная кузница 1920 года, бомбоубежище B-1 Stützpunkt Rudawa 1944 года и прочие.

## Население
По состоянию на 2013 год в селе проживало 1782 человека.
| Перепись  | Всего   | Всего | Женщины | Женщины | Мужчины | Мужчины |
| --------- | ------- | ----- | ------- | ------- | ------- | ------- |
| Единицы   | человек | %     | человек | %       | человек | %       |
| Население | 1782    | 100   | 919     | 51,5    | 863     | 48,5    |

## Люди, связанные с Рудавой
Доманская, Антонина, Станислав Доманский, Франчишек Гендэк, Феликс Кирык, Карол Лудвик Конинский, Анна Либэра, Адам Навалка, Анджей Стопка Назимэк, Пётр Ростворовский, Генрик Сенкевич, Станслав Смолка, Станислав Тарковский, Венедикт Зелонка.

## Туризм
В Рудаве начинаются туристские маршруты:
- голубой — через Радвановице, Лончки, вдоль Бендковской долины до Ойцовского национального парка;
- чёрный — через Нелепице до Бжосквиня.